# Tağılı
Tağılı è un comune dell'Azerbaigian situato nel distretto di Hacıqabul. Conta una popolazione di 332 abitanti.